# Elgol
Elgol är en ort i Storbritannien.   Den ligger i kommunen Highland och riksdelen Skottland, i den nordvästra delen av landet, 700 km nordväst om huvudstaden London. Elgol ligger 51 meter över havet och antalet invånare är 150. Den ligger på ön Skye.
Terrängen runt Elgol är huvudsakligen kuperad, men västerut är den platt. Havet är nära Elgol åt sydväst.  Närmaste större samhälle är Broadford, 15,7 km nordost om Elgol. 